# Henry McMaster

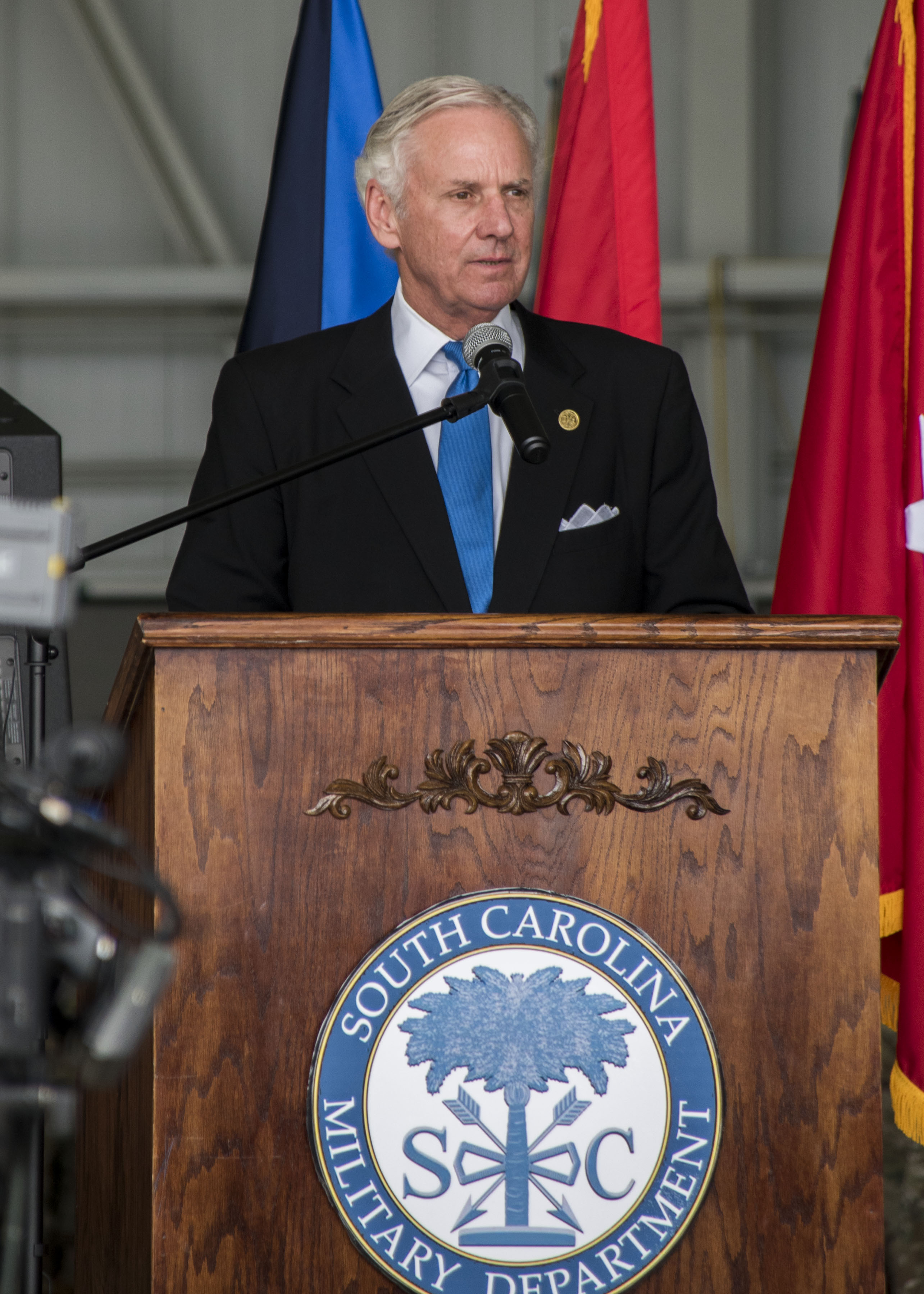
Henry McMaster (2017)

Henry Dargan McMaster (* 27. Mai 1947 in Columbia, South Carolina) ist ein US-amerikanischer Politiker der Republikanischen Partei. Seit dem 24. Januar 2017 ist er Gouverneur von South Carolina. Von 2015 bis 2017 war er Vizegouverneur dieses Bundesstaates.

## Werdegang
Bis 1969 studierte Henry McMaster an der University of South Carolina das Fach Geschichte. Zwischen 1969 und 1975 gehörte er der Reserve der United States Army an. Dabei war er zeitweise im Vietnamkrieg eingesetzt. Nach einem Jurastudium an der juristischen Fakultät der University of South Carolina und seiner 1974 erfolgten Zulassung als Rechtsanwalt begann er in diesem Beruf zu arbeiten. Über 29 Jahre war er als Rechtsanwalt, aber zeitweise auch als Staatsanwalt tätig. Politisch schloss er sich der Republikanischen Partei an. In den 1970er Jahren gehörte er zeitweise zum Stab von US-Senator Strom Thurmond. Zwischen 1981 und 1985 war er Bundesstaatsanwalt für South Carolina. Von 1994 bis 2001 fungierte McMaster als republikanischer Parteivorsitzender für South Carolina; von 2003 bis 2011 war er als Nachfolger von Charlie Condon Attorney General seines Staates. Vor seiner Wahl zum Vizegouverneur kandidierte er mehrfach erfolglos für verschiedene politische Ämter. Im Jahr 1986 bewarb er sich dabei für den US-Senat. 1990 scheiterte seine erste Kandidatur für das Amt des Vizegouverneurs, im Jahr 2010 folgte eine erfolglose Kandidatur für das Amt des Gouverneurs seines Staates.
Im Jahr 2014 wurde McMaster an der Seite von Nikki Haley zum Vizegouverneur von South Carolina gewählt. Dieses Amt bekleidete er seit dem 14. Januar 2015. Dabei war er Stellvertreter der Gouverneurin und Vorsitzender des Staatssenats. Nach der Präsidentschaftswahl des Jahres 2016 nominierte der neue US-Präsident Donald Trump Gouverneurin Haley als Botschafterin bei den Vereinten Nationen. Nachdem diese Nominierung vom US-Senat bestätigt worden war und Haley ihre neue Position angetreten hatte, rückte Henry McMaster am 24. Januar 2017 in das Gouverneursamt auf. Bei den nächsten regulären Gouverneurswahlen am 6. November 2018 wurde McMaster mit etwa 54 % der Stimmen für eine komplette Amtszeit von vier Jahren zum Gouverneur gewählt.
Bei den Gouverneurswahlen in den Vereinigten Staaten 2022 stellte er sich zur Wiederwahl.

## Familie und Herkunft
Sein Urgroßvater George H. McMaster war ein Sklavenbesitzer, der mindestens vier Sklaven besaß.
McMaster ist verheiratet und hat zwei Kinder.